# مولان (دیزنی)
مولان (به انگلیسی: Mulan) یک شخصیت تخیلی، الهام‌گرفته‌شده از یک شخصیت افسانه‌ای است که در مولان (۱۹۹۸) سی و ششمین فیلم بلند پویانمایی والت دیزنی پیکچرز ظاهر می‌شود. مینگ-نا ون صداپیشگی و لی سالونگا صدای آواز این شخصیت را در فیلم ۱۹۹۸ بر عهده داشتند. مولان بر پایهٔ هئا مولان جنگجوی افسانه‌ای چینی از شعر تصنیف مولان ساخته شده و نسخهٔ دیزنی آن توسط نویسنده رابرت دی. سان سوچی توسعه داده شده‌است. مولان که تنها فرزند یک کهنه‌سرباز جنگ است، سنت و قانون را نادیده گرفته و با پوشیدن لباس مردانه و تغییر چهره‌اش به عنوان مرد نام خود را به جای پدر ضعیفش در ارتش ثبت نام می‌کند.
دیزنی در ابتدا مولان را به عنوان یک زن جوان مظلوم چینی تصور می‌کرد که در نهایت برای بودن با یک شاهزادهٔ بریتانیایی به اروپا فرار می‌کند. با این حال، تونی بنکرافت کارگردان فیلم، که از رفاه دختران خودش الهام گرفته بود، می‌خواست مولان نوعی متفاوت و منحصربه‌فرد از قهرمان دیزنی باشد – فردی قوی و مستقل که سرنوشتش به یک شخصیت مرد بستگی ندارد. از اینرو، رابطهٔ بین مولان و کاپیتان لی شانگ به عنوان پیرنگ فرعی داستان در نظر گرفته شده، در حالی که روی شجاعت و قدرت مولان به منظور اطمینان حاصل کردن از آنکه او قهرمان داستان خود باقی ماند، تأکید شد. او هشتمین پرنسس دیزنی، اولین پرنسس آسیایی‌تبار و تنها پرنسس دیزنی است که از یک خانواده سلطنتی به دنیا نیامده است. مارک هن انیماتور ناظر مولان، این شخصیت را عمداً طوری طراحی کرد تا نسبت به پیشینیانش کمتر زنانه به نظر برسد.
شخصیت مولان به‌طور کلی با استقبال مثبت منتقدان روبرو شد و شجاعت و قهرمانی او تحسین شد. با این حال، رابطهٔ عاشقانه او با شانگ عنوان قهرمانی مولان را به خطر انداخت. ون و سالونگا هر دو برای مشارکت در این نقش جایزهٔ افسانه‌های دیزنی را دریافت کردند. لیو ییفئی در اقتباس لایو اکشن این فیلم در ۲۰۲۰ در نقش مولان ظاهر شد.